# Lista över fotbollsövergångar i Premier League säsongen 2019/2020
Detta är en Lista över fotbollsövergångar i Premier League säsongen 2019/2020.

## Premier League

### Arsenal

#### Sommarövergångar 2019
| Nr | Land            | Pos | Namn                                                   |
| -- | --------------- | --- | ------------------------------------------------------ |
|    | Brasilien       | A   | Gabriel Martinelli (från Ituano)                       |
|    | Spanien         | MF  | Dani Ceballos (Inlånad från Real Madrid)               |
|    | Frankrike       | F   | William Saliba (från Saint-Étienne)                    |
|    | Elfenbenskusten | A   | Nicolas Pépé (från Lille)                              |
|    | Skottland       | F   | Kieran Tierney (från Celtic)                           |
|    | Brasilien       | F   | David Luiz (från Chelsea)                              |
|    | England         | F   | Calum Chambers (Återvänder efter lån från Fulham)      |
|    | Argentina       | MV  | Emiliano Martínez (Återvänder efter lån från Reading)  |
|    | England         | MV  | Matt Macey (Återvänder efter lån från Plymouth Argyle) |
|    | England         | A   | Reiss Nelson (Återvänder efter lån från Hoffenheim)    |

| Nr | Land            | Pos | Namn                                                   |
| -- | --------------- | --- | ------------------------------------------------------ |
|    | Brasilien       | A   | Gabriel Martinelli (från Ituano)                       |
|    | Spanien         | MF  | Dani Ceballos (Inlånad från Real Madrid)               |
|    | Frankrike       | F   | William Saliba (från Saint-Étienne)                    |
|    | Elfenbenskusten | A   | Nicolas Pépé (från Lille)                              |
|    | Skottland       | F   | Kieran Tierney (från Celtic)                           |
|    | Brasilien       | F   | David Luiz (från Chelsea)                              |
|    | England         | F   | Calum Chambers (Återvänder efter lån från Fulham)      |
|    | Argentina       | MV  | Emiliano Martínez (Återvänder efter lån från Reading)  |
|    | England         | MV  | Matt Macey (Återvänder efter lån från Plymouth Argyle) |
|    | England         | A   | Reiss Nelson (Återvänder efter lån från Hoffenheim)    |

| Nr | Land           | Pos | Namn                                               |
| -- | -------------- | --- | -------------------------------------------------- |
| 1  | Tjeckien       | MV  | Petr Cech (Avslutar karriären)                     |
| 8  | Wales          | MF  | Aaron Ramsey (till Juventus)                       |
| 23 | England        | A   | Danny Welbeck (till Watford)                       |
| 12 | Schweiz        | F   | Stephan Lichtsteiner (Klubb ej klar)               |
| -  | England        | F   | Cohen Bramall (till Colchester United)             |
| 13 | Colombia       | MV  | David Ospina (till Napoli)                         |
| -  | Nordmakedonien | MV  | Dejan Iliev (Utlånad till Sereď)                   |
| -  | Frankrike      | F   | William Saliba (Utlånad till Saint-Étienne)        |
| -  | Japan          | A   | Takuma Asano (till Partizan Belgrad)               |
| -  | Polen          | F   | Krystian Bielik (till Derby County)                |
| 6  | Frankrike      | F   | Laurent Koscielny (till Bordeaux)                  |
| 25 | England        | F   | Carl Jenkinson (till Nottingham Forest)            |
| 30 | England        | A   | Eddie Nketiah (Utlånad till Leeds United)          |
| 17 | Nigeria        | A   | Alex Iwobi (till Everton)                          |
| 22 | Spanien        | MF  | Denis Suárez (Återvänder efter lån till Barcelona) |

| Nr | Land           | Pos | Namn                                               |
| -- | -------------- | --- | -------------------------------------------------- |
| 1  | Tjeckien       | MV  | Petr Cech (Avslutar karriären)                     |
| 8  | Wales          | MF  | Aaron Ramsey (till Juventus)                       |
| 23 | England        | A   | Danny Welbeck (till Watford)                       |
| 12 | Schweiz        | F   | Stephan Lichtsteiner (Klubb ej klar)               |
| -  | England        | F   | Cohen Bramall (till Colchester United)             |
| 13 | Colombia       | MV  | David Ospina (till Napoli)                         |
| -  | Nordmakedonien | MV  | Dejan Iliev (Utlånad till Sereď)                   |
| -  | Frankrike      | F   | William Saliba (Utlånad till Saint-Étienne)        |
| -  | Japan          | A   | Takuma Asano (till Partizan Belgrad)               |
| -  | Polen          | F   | Krystian Bielik (till Derby County)                |
| 6  | Frankrike      | F   | Laurent Koscielny (till Bordeaux)                  |
| 25 | England        | F   | Carl Jenkinson (till Nottingham Forest)            |
| 30 | England        | A   | Eddie Nketiah (Utlånad till Leeds United)          |
| 17 | Nigeria        | A   | Alex Iwobi (till Everton)                          |
| 22 | Spanien        | MF  | Denis Suárez (Återvänder efter lån till Barcelona) |

#### Vinterövergångar 2020
| Nr | Land | Pos | Namn |
| -- | ---- | --- | ---- |

| Nr | Land | Pos | Namn |
| -- | ---- | --- | ---- |

| Nr | Land | Pos | Namn |
| -- | ---- | --- | ---- |

| Nr | Land | Pos | Namn |
| -- | ---- | --- | ---- |

### Aston Villa

#### Sommarövergångar 2019
| Nr | Land          | Pos | Namn                                               |
| -- | ------------- | --- | -------------------------------------------------- |
|    | Spanien       | MF  | Jota (från Birmingham City)                        |
|    | Nederländerna | A   | Anwar El Ghazi (från Lille)                        |
|    | Brasilien     | A   | Wesley (från Club Brugge)                          |
|    | England       | F   | Kortney Hause (från Wolverhampton Wanderers)       |
|    | England       | F   | Matt Targett (från Southampton)                    |
|    | England       | F   | Tyrone Mings (från Bournemouth)                    |
|    | England       | F   | Ezri Konsa (från Brentford)                        |
|    | Belgien       | F   | Björn Engels (från Reims)                          |
|    | Egypten       | MF  | Trézéguet (från Kasımpaşa)                         |
|    | Brasilien     | MF  | Douglas Luiz (från Manchester City)                |
|    | England       | MV  | Tom Heaton (från Burnley)                          |
|    | Zimbabwe      | MF  | Marvelous Nakamba (från Club Brugge)               |
|    | Frankrike     | F   | Frédéric Guilbert (Återvänder efter lån från Caen) |

| Nr | Land          | Pos | Namn                                               |
| -- | ------------- | --- | -------------------------------------------------- |
|    | Spanien       | MF  | Jota (från Birmingham City)                        |
|    | Nederländerna | A   | Anwar El Ghazi (från Lille)                        |
|    | Brasilien     | A   | Wesley (från Club Brugge)                          |
|    | England       | F   | Kortney Hause (från Wolverhampton Wanderers)       |
|    | England       | F   | Matt Targett (från Southampton)                    |
|    | England       | F   | Tyrone Mings (från Bournemouth)                    |
|    | England       | F   | Ezri Konsa (från Brentford)                        |
|    | Belgien       | F   | Björn Engels (från Reims)                          |
|    | Egypten       | MF  | Trézéguet (från Kasımpaşa)                         |
|    | Brasilien     | MF  | Douglas Luiz (från Manchester City)                |
|    | England       | MV  | Tom Heaton (från Burnley)                          |
|    | Zimbabwe      | MF  | Marvelous Nakamba (från Club Brugge)               |
|    | Frankrike     | F   | Frédéric Guilbert (Återvänder efter lån från Caen) |

| Nr | Land       | Pos | Namn                                                        |
| -- | ---------- | --- | ----------------------------------------------------------- |
| 21 | Skottland  | F   | Alan Hutton (Klubb ej klar)                                 |
| 37 | Ghana      | MF  | Albert Adomah (till Nottingham Forest)                      |
| 6  | Irland     | MF  | Glenn Whelan (till Hearts)                                  |
| 31 | England    | MV  | Mark Bunn (Klubb ej klar)                                   |
| -  | England    | F   | Micah Richards (Avslutar karriären)                         |
| 15 | Australien | MF  | Mile Jedinak (Klubb ej klar)                                |
| 2  | Belgien    | F   | Ritchie De Laet (till Royal Antwerp)                        |
| 24 | England    | F   | Tommy Elphick (till Huddersfield Town)                      |
| 44 | Skottland  | A   | Ross McCormack (Klubb ej klar)                              |
| 25 | England    | MF  | Gary Gardner (till Birmingham City)                         |
| 33 | Montenegro | MV  | Matija Šarkić (Utlånad till Livingston)                     |
| 19 | England    | MF  | Andre Green (Utlånad till Preston North End)                |
| 29 | England    | A   | Rushian Hepburn-Murphy (Utlånad till Tranmere Rovers)       |
| 9  | Irland     | A   | Scott Hogan (Utlånad till Stoke City)                       |
| 20 | Island     | MF  | Birkir Bjarnason (Klubb ej klar)                            |
| 16 | England    | F   | James Bree (Utlånad till Luton Town)                        |
| 4  | England    | F   | Axel Tuanzebe (Återvänder efter lån till Manchester United) |
| 18 | England    | A   | Tammy Abraham (Återvänder efter lån till Chelsea)           |

| Nr | Land       | Pos | Namn                                                        |
| -- | ---------- | --- | ----------------------------------------------------------- |
| 21 | Skottland  | F   | Alan Hutton (Klubb ej klar)                                 |
| 37 | Ghana      | MF  | Albert Adomah (till Nottingham Forest)                      |
| 6  | Irland     | MF  | Glenn Whelan (till Hearts)                                  |
| 31 | England    | MV  | Mark Bunn (Klubb ej klar)                                   |
| -  | England    | F   | Micah Richards (Avslutar karriären)                         |
| 15 | Australien | MF  | Mile Jedinak (Klubb ej klar)                                |
| 2  | Belgien    | F   | Ritchie De Laet (till Royal Antwerp)                        |
| 24 | England    | F   | Tommy Elphick (till Huddersfield Town)                      |
| 44 | Skottland  | A   | Ross McCormack (Klubb ej klar)                              |
| 25 | England    | MF  | Gary Gardner (till Birmingham City)                         |
| 33 | Montenegro | MV  | Matija Šarkić (Utlånad till Livingston)                     |
| 19 | England    | MF  | Andre Green (Utlånad till Preston North End)                |
| 29 | England    | A   | Rushian Hepburn-Murphy (Utlånad till Tranmere Rovers)       |
| 9  | Irland     | A   | Scott Hogan (Utlånad till Stoke City)                       |
| 20 | Island     | MF  | Birkir Bjarnason (Klubb ej klar)                            |
| 16 | England    | F   | James Bree (Utlånad till Luton Town)                        |
| 4  | England    | F   | Axel Tuanzebe (Återvänder efter lån till Manchester United) |
| 18 | England    | A   | Tammy Abraham (Återvänder efter lån till Chelsea)           |

#### Vinterövergångar 2020
| Nr | Land | Pos | Namn |
| -- | ---- | --- | ---- |

| Nr | Land | Pos | Namn |
| -- | ---- | --- | ---- |

| Nr | Land | Pos | Namn |
| -- | ---- | --- | ---- |

| Nr | Land | Pos | Namn |
| -- | ---- | --- | ---- |

### Bournemouth

#### Sommarövergångar 2019
| Nr | Land          | Pos | Namn                                                 |
| -- | ------------- | --- | ---------------------------------------------------- |
|    | England       | F   | Lloyd Kelly (från Bristol City)                      |
|    | England       | F   | Jack Stacey (från Luton Town)                        |
|    | Danmark       | MF  | Philip Billing (från Huddersfield Town)              |
|    | Nederländerna | MF  | Arnaut Groeneveld (från Club Brugge)                 |
|    | Wales         | MF  | Harry Wilson (Inlånad från Liverpool)                |
|    | England       | MV  | Aaron Ramsdale (Återvänder efter lån från Wimbledon) |
|    | Australien    | MV  | Jordan Holmes (Återvänder efter lån från St. Mirren) |
|    | Rumänien      | MF  | Mihai Dobre (Återvänder efter lån från Yeovil Town)  |

| Nr | Land          | Pos | Namn                                                 |
| -- | ------------- | --- | ---------------------------------------------------- |
|    | England       | F   | Lloyd Kelly (från Bristol City)                      |
|    | England       | F   | Jack Stacey (från Luton Town)                        |
|    | Danmark       | MF  | Philip Billing (från Huddersfield Town)              |
|    | Nederländerna | MF  | Arnaut Groeneveld (från Club Brugge)                 |
|    | Wales         | MF  | Harry Wilson (Inlånad från Liverpool)                |
|    | England       | MV  | Aaron Ramsdale (Återvänder efter lån från Wimbledon) |
|    | Australien    | MV  | Jordan Holmes (Återvänder efter lån från St. Mirren) |
|    | Rumänien      | MF  | Mihai Dobre (Återvänder efter lån från Yeovil Town)  |

| Nr | Land       | Pos | Namn                                                  |
| -- | ---------- | --- | ----------------------------------------------------- |
| 7  | England    | MF  | Marc Pugh (till Queens Park Rangers)                  |
| 22 | USA        | MF  | Emerson Hyndman (Utlånad till Atlanta United)         |
| 26 | England    | F   | Tyrone Mings (till Aston Villa)                       |
| 23 | England    | MF  | Connor Mahoney (till Millwall)                        |
| 9  | Frankrike  | A   | Lys Mousset (till Sheffield United)                   |
| 14 | Australien | F   | Brad Smith (Utlånad till Seattle Sounders)            |
| -  | Irland     | MF  | Harry Arter (Utlånad till Fulham)                     |
| 44 | England    | A   | Sam Surridge (Utlånad till Swansea City)              |
| 23 | England    | F   | Nathaniel Clyne (Återvänder efter lån till Liverpool) |

| Nr | Land       | Pos | Namn                                                  |
| -- | ---------- | --- | ----------------------------------------------------- |
| 7  | England    | MF  | Marc Pugh (till Queens Park Rangers)                  |
| 22 | USA        | MF  | Emerson Hyndman (Utlånad till Atlanta United)         |
| 26 | England    | F   | Tyrone Mings (till Aston Villa)                       |
| 23 | England    | MF  | Connor Mahoney (till Millwall)                        |
| 9  | Frankrike  | A   | Lys Mousset (till Sheffield United)                   |
| 14 | Australien | F   | Brad Smith (Utlånad till Seattle Sounders)            |
| -  | Irland     | MF  | Harry Arter (Utlånad till Fulham)                     |
| 44 | England    | A   | Sam Surridge (Utlånad till Swansea City)              |
| 23 | England    | F   | Nathaniel Clyne (Återvänder efter lån till Liverpool) |

#### Vinterövergångar 2020
| Nr | Land | Pos | Namn |
| -- | ---- | --- | ---- |

| Nr | Land | Pos | Namn |
| -- | ---- | --- | ---- |

| Nr | Land | Pos | Namn |
| -- | ---- | --- | ---- |

| Nr | Land | Pos | Namn |
| -- | ---- | --- | ---- |

### Brighton & Hove Albion

#### Sommarövergångar 2019
| Nr | Land       | Pos | Namn                                                         |
| -- | ---------- | --- | ------------------------------------------------------------ |
|    | England    | F   | Matt Clarke (från Portsmouth)                                |
|    | Belgien    | MF  | Leandro Trossard (från Genk)                                 |
|    | England    | F   | Adam Webster (från Bristol City)                             |
|    | Frankrike  | A   | Neal Maupay (från Brentford)                                 |
|    | Australien | MF  | Aaron Mooy (Inlånad från Huddersfield Town)                  |
|    | Italien    | F   | Ezequiel Schelotto (Återvänder efter lån från Chievo Verona) |
|    | Israel     | A   | Tomer Hemed (Återvänder efter lån från Queens Park Rangers)  |
|    | Rumänien   | MF  | Tudor Baluta (Återvänder efter lån från Viitorul Constanța)  |

| Nr | Land       | Pos | Namn                                                         |
| -- | ---------- | --- | ------------------------------------------------------------ |
|    | England    | F   | Matt Clarke (från Portsmouth)                                |
|    | Belgien    | MF  | Leandro Trossard (från Genk)                                 |
|    | England    | F   | Adam Webster (från Bristol City)                             |
|    | Frankrike  | A   | Neal Maupay (från Brentford)                                 |
|    | Australien | MF  | Aaron Mooy (Inlånad från Huddersfield Town)                  |
|    | Italien    | F   | Ezequiel Schelotto (Återvänder efter lån från Chievo Verona) |
|    | Israel     | A   | Tomer Hemed (Återvänder efter lån från Queens Park Rangers)  |
|    | Rumänien   | MF  | Tudor Baluta (Återvänder efter lån från Viitorul Constanța)  |

| Nr | Land      | Pos | Namn                                             |
| -- | --------- | --- | ------------------------------------------------ |
| 2  | Spanien   | F   | Bruno (Avslutat karriären)                       |
| -  | Irland    | MF  | Richie Towell (till Salford City)                |
| -  | Argentina | MF  | Alexis Mac Allister (Utlånad till Boca Juniors)  |
| -  | Tjeckien  | F   | Aleš Matějů (till Brescia)                       |
| 57 | Norge     | F   | Leo Östigård (Utlånad till St. Pauli)            |
| 11 | Frankrike | MF  | Anthony Knockaert (Utlånad till Fulham)          |
| 31 | England   | MV  | Christian Walton (Utlånad till Blackburn Rovers) |
| 31 | Spanien   | MV  | Robert Sánchez (Utlånad till Rochdale)           |
| -  | Slovenien | A   | Jan Mlakar (Utlånad till Queens Park Rangers)    |
| -  | Ecuador   | MF  | Billy Arce (Utlånad till Barcelona SC)           |
| -  | Sverige   | A   | Viktor Gyökeres (Utlånad till St. Pauli)         |
| 26 | Sydafrika | A   | Percy Tau (Utlånad till Club Brugge)             |
| 29 | Österrike | F   | Markus Suttner (till Fortuna Düsseldorf)         |
| -  | England   | F   | Matt Clarke (Utlånad till Derby County)          |
| 7  | Israel    | MF  | Beram Kayal (Utlånad till Charlton Athletic)     |

| Nr | Land      | Pos | Namn                                             |
| -- | --------- | --- | ------------------------------------------------ |
| 2  | Spanien   | F   | Bruno (Avslutat karriären)                       |
| -  | Irland    | MF  | Richie Towell (till Salford City)                |
| -  | Argentina | MF  | Alexis Mac Allister (Utlånad till Boca Juniors)  |
| -  | Tjeckien  | F   | Aleš Matějů (till Brescia)                       |
| 57 | Norge     | F   | Leo Östigård (Utlånad till St. Pauli)            |
| 11 | Frankrike | MF  | Anthony Knockaert (Utlånad till Fulham)          |
| 31 | England   | MV  | Christian Walton (Utlånad till Blackburn Rovers) |
| 31 | Spanien   | MV  | Robert Sánchez (Utlånad till Rochdale)           |
| -  | Slovenien | A   | Jan Mlakar (Utlånad till Queens Park Rangers)    |
| -  | Ecuador   | MF  | Billy Arce (Utlånad till Barcelona SC)           |
| -  | Sverige   | A   | Viktor Gyökeres (Utlånad till St. Pauli)         |
| 26 | Sydafrika | A   | Percy Tau (Utlånad till Club Brugge)             |
| 29 | Österrike | F   | Markus Suttner (till Fortuna Düsseldorf)         |
| -  | England   | F   | Matt Clarke (Utlånad till Derby County)          |
| 7  | Israel    | MF  | Beram Kayal (Utlånad till Charlton Athletic)     |

#### Vinterövergångar 2020
| Nr | Land | Pos | Namn |
| -- | ---- | --- | ---- |

| Nr | Land | Pos | Namn |
| -- | ---- | --- | ---- |

| Nr | Land | Pos | Namn |
| -- | ---- | --- | ---- |

| Nr | Land | Pos | Namn |
| -- | ---- | --- | ---- |

### Burnley

#### Sommarövergångar 2019
| Nr | Land          | Pos | Namn                                       |
| -- | ------------- | --- | ------------------------------------------ |
|    | Nederländerna | F   | Erik Pieters (från Stoke City)             |
|    | England       | A   | Jay Rodriguez (från West Bromwich Albion)  |
|    | Nordirland    | MV  | Bailey Peacock-Farrell (från Leeds United) |
|    | England       | MF  | Danny Drinkwater (Inlånad från Chelsea)    |

| Nr | Land          | Pos | Namn                                       |
| -- | ------------- | --- | ------------------------------------------ |
|    | Nederländerna | F   | Erik Pieters (från Stoke City)             |
|    | England       | A   | Jay Rodriguez (från West Bromwich Albion)  |
|    | Nordirland    | MV  | Bailey Peacock-Farrell (från Leeds United) |
|    | England       | MF  | Danny Drinkwater (Inlånad från Chelsea)    |

| Nr | Land       | Pos | Namn                                           |
| -- | ---------- | --- | ---------------------------------------------- |
| 23 | Irland     | F   | Stephen Ward (till Stoke City)                 |
| 22 | Danmark    | MV  | Anders Lindegaard (till Helsingborgs IF)       |
| 19 | Irland     | A   | Jonathan Walters (Avslutat karriären)          |
| 15 | England    | A   | Peter Crouch (Avslutat karriären)              |
| 41 | Australien | MF  | Aiden O'Neill (Utlånad till Brisbane Roar)     |
| 1  | England    | MV  | Tom Heaton (till Aston Villa)                  |
| 21 | Bermuda    | A   | Nahki Wells (Utlånad till Queens Park Rangers) |

| Nr | Land       | Pos | Namn                                           |
| -- | ---------- | --- | ---------------------------------------------- |
| 23 | Irland     | F   | Stephen Ward (till Stoke City)                 |
| 22 | Danmark    | MV  | Anders Lindegaard (till Helsingborgs IF)       |
| 19 | Irland     | A   | Jonathan Walters (Avslutat karriären)          |
| 15 | England    | A   | Peter Crouch (Avslutat karriären)              |
| 41 | Australien | MF  | Aiden O'Neill (Utlånad till Brisbane Roar)     |
| 1  | England    | MV  | Tom Heaton (till Aston Villa)                  |
| 21 | Bermuda    | A   | Nahki Wells (Utlånad till Queens Park Rangers) |

#### Vinterövergångar 2020
| Nr | Land | Pos | Namn |
| -- | ---- | --- | ---- |

| Nr | Land | Pos | Namn |
| -- | ---- | --- | ---- |

| Nr | Land | Pos | Namn |
| -- | ---- | --- | ---- |

| Nr | Land | Pos | Namn |
| -- | ---- | --- | ---- |

### Chelsea

#### Sommarövergångar 2019
| Nr | Land      | Pos | Namn                                                            |
| -- | --------- | --- | --------------------------------------------------------------- |
|    | Kroatien  | MF  | Mateo Kovačić (från Real Madrid)                                |
|    | Ghana     | F   | Abdul Rahman Baba (Återvänder efter lån från Reims)             |
|    | USA       | MF  | Christian Pulisic (Återvänder efter lån från Borussia Dortmund) |
|    | Serbien   | MF  | Danilo Pantić (Återvänder efter lån från Partizan Belgrad)      |
|    | Brasilien | MF  | Kenedy (Återvänder efter lån från Newcastle United)             |
|    | Frankrike | F   | Kurt Zouma (Återvänder efter lån från Everton)                  |
|    | Brasilien | MF  | Lucas Piazón (Återvänder efter lån från Chievo Verona)          |
|    | Jamaica   | F   | Michael Hector (Återvänder efter lån från Sheffield Wednesday)  |
|    | Belgien   | A   | Michy Batshuayi (Återvänder efter lån från Crystal Palace)      |
|    | England   | A   | Tammy Abraham (Återvänder efter lån från Aston Villa)           |
|    | Frankrike | MF  | Tiemoué Bakayoko (Återvänder efter lån från Milan)              |

| Nr | Land      | Pos | Namn                                                            |
| -- | --------- | --- | --------------------------------------------------------------- |
|    | Kroatien  | MF  | Mateo Kovačić (från Real Madrid)                                |
|    | Ghana     | F   | Abdul Rahman Baba (Återvänder efter lån från Reims)             |
|    | USA       | MF  | Christian Pulisic (Återvänder efter lån från Borussia Dortmund) |
|    | Serbien   | MF  | Danilo Pantić (Återvänder efter lån från Partizan Belgrad)      |
|    | Brasilien | MF  | Kenedy (Återvänder efter lån från Newcastle United)             |
|    | Frankrike | F   | Kurt Zouma (Återvänder efter lån från Everton)                  |
|    | Brasilien | MF  | Lucas Piazón (Återvänder efter lån från Chievo Verona)          |
|    | Jamaica   | F   | Michael Hector (Återvänder efter lån från Sheffield Wednesday)  |
|    | Belgien   | A   | Michy Batshuayi (Återvänder efter lån från Crystal Palace)      |
|    | England   | A   | Tammy Abraham (Återvänder efter lån från Aston Villa)           |
|    | Frankrike | MF  | Tiemoué Bakayoko (Återvänder efter lån från Milan)              |

| Nr | Land      | Pos | Namn                                                  |
| -- | --------- | --- | ----------------------------------------------------- |
| 24 | England   | F   | Gary Cahill (till Crystal Palace)                     |
| -  | England   | F   | Todd Kane (till Queens Park Rangers)                  |
| 31 | England   | MV  | Robert Green (Avslutar karriären)                     |
| 10 | Belgien   | A   | Eden Hazard (till Real Madrid)                        |
| -  | Portugal  | MV  | Eduardo (till Braga)                                  |
| -  | Nigeria   | F   | Ola Aina (till Torino)                                |
| -  | Tjeckien  | F   | Tomáš Kalas (till Bristol City)                       |
| -  | Kroatien  | MF  | Mario Pašalić (Utlånad till Atalanta)                 |
| -  | Belgien   | MF  | Charly Musonda (Utlånad till Vitesse)                 |
| -  | Spanien   | A   | Álvaro Morata (till Atlético Madrid)                  |
| -  | Brasilien | MF  | Nathan Allan de Souza (Utlånad till Atlético Mineiro) |
| 44 | Wales     | F   | Ethan Ampadu (Utlånad till RB Leipzig)                |
| -  | England   | MF  | Lewis Baker (Utlånad till Fortuna Düsseldorf)         |
| -  | USA       | F   | Matt Miazga (Utlånad till Reading)                    |
| 6  | England   | MF  | Danny Drinkwater (Utlånad till Burnley)               |
| 30 | Brasilien | F   | David Luiz (till Arsenal)                             |
| -  | Nigeria   | F   | Kenneth Omeruo (till Leganés)                         |
| 9  | Argentina | A   | Gonzalo Higuaín (Återvänder efter lån till Juventus)  |

| Nr | Land      | Pos | Namn                                                  |
| -- | --------- | --- | ----------------------------------------------------- |
| 24 | England   | F   | Gary Cahill (till Crystal Palace)                     |
| -  | England   | F   | Todd Kane (till Queens Park Rangers)                  |
| 31 | England   | MV  | Robert Green (Avslutar karriären)                     |
| 10 | Belgien   | A   | Eden Hazard (till Real Madrid)                        |
| -  | Portugal  | MV  | Eduardo (till Braga)                                  |
| -  | Nigeria   | F   | Ola Aina (till Torino)                                |
| -  | Tjeckien  | F   | Tomáš Kalas (till Bristol City)                       |
| -  | Kroatien  | MF  | Mario Pašalić (Utlånad till Atalanta)                 |
| -  | Belgien   | MF  | Charly Musonda (Utlånad till Vitesse)                 |
| -  | Spanien   | A   | Álvaro Morata (till Atlético Madrid)                  |
| -  | Brasilien | MF  | Nathan Allan de Souza (Utlånad till Atlético Mineiro) |
| 44 | Wales     | F   | Ethan Ampadu (Utlånad till RB Leipzig)                |
| -  | England   | MF  | Lewis Baker (Utlånad till Fortuna Düsseldorf)         |
| -  | USA       | F   | Matt Miazga (Utlånad till Reading)                    |
| 6  | England   | MF  | Danny Drinkwater (Utlånad till Burnley)               |
| 30 | Brasilien | F   | David Luiz (till Arsenal)                             |
| -  | Nigeria   | F   | Kenneth Omeruo (till Leganés)                         |
| 9  | Argentina | A   | Gonzalo Higuaín (Återvänder efter lån till Juventus)  |

#### Vinterövergångar 2020
| Nr | Land | Pos | Namn |
| -- | ---- | --- | ---- |

| Nr | Land | Pos | Namn |
| -- | ---- | --- | ---- |

| Nr | Land | Pos | Namn |
| -- | ---- | --- | ---- |

| Nr | Land | Pos | Namn |
| -- | ---- | --- | ---- |

### Crystal Palace

#### Sommarövergångar 2019
| Nr | Land    | Pos | Namn                                                       |
| -- | ------- | --- | ---------------------------------------------------------- |
|    | Irland  | MV  | Stephen Henderson (från Nottingham Forest)                 |
|    | Ghana   | A   | Jordan Ayew (från Swansea City)                            |
|    | England | F   | Gary Cahill (från Chelsea)                                 |
|    | Spanien | MF  | Víctor Camarasa (Inlånad från Real Betis)                  |
|    | Irland  | MF  | James McCarthy (från Everton)                              |
|    | England | MV  | Dion Henry (Återvänder efter lån från Maidstone United)    |
|    | Polen   | F   | Jaroslaw Jach (Återvänder efter lån från Sheriff Tiraspol) |
|    | Belgien | MF  | Jason Lokilo (Återvänder efter lån från Lorient)           |

| Nr | Land    | Pos | Namn                                                       |
| -- | ------- | --- | ---------------------------------------------------------- |
|    | Irland  | MV  | Stephen Henderson (från Nottingham Forest)                 |
|    | Ghana   | A   | Jordan Ayew (från Swansea City)                            |
|    | England | F   | Gary Cahill (från Chelsea)                                 |
|    | Spanien | MF  | Víctor Camarasa (Inlånad från Real Betis)                  |
|    | Irland  | MF  | James McCarthy (från Everton)                              |
|    | England | MV  | Dion Henry (Återvänder efter lån från Maidstone United)    |
|    | Polen   | F   | Jaroslaw Jach (Återvänder efter lån från Sheriff Tiraspol) |
|    | Belgien | MF  | Jason Lokilo (Återvänder efter lån från Lorient)           |

| Nr | Land      | Pos | Namn                                                |
| -- | --------- | --- | --------------------------------------------------- |
| 1  | Argentina | MV  | Julián Speroni (Klubb ej klar)                      |
| 42 | England   | MF  | Jason Puncheon (till Pafos)                         |
| 26 | Mali      | MF  | Bakary Sako (till Denizlispor)                      |
| 27 | Senegal   | F   | Pape Souaré (till Troyes)                           |
| 29 | England   | F   | Aaron Wan-Bissaka (till Manchester United)          |
| 9  | Norge     | A   | Alexander Sörloth (Utlånad till Trabzonspor)        |
| 22 | Brasilien | MV  | Lucas Perri (Återvänder efter lån till Sao Paulo)   |
| 23 | Belgien   | A   | Michy Batshuayi (Återvänder efter lån till Chelsea) |

| Nr | Land      | Pos | Namn                                                |
| -- | --------- | --- | --------------------------------------------------- |
| 1  | Argentina | MV  | Julián Speroni (Klubb ej klar)                      |
| 42 | England   | MF  | Jason Puncheon (till Pafos)                         |
| 26 | Mali      | MF  | Bakary Sako (till Denizlispor)                      |
| 27 | Senegal   | F   | Pape Souaré (till Troyes)                           |
| 29 | England   | F   | Aaron Wan-Bissaka (till Manchester United)          |
| 9  | Norge     | A   | Alexander Sörloth (Utlånad till Trabzonspor)        |
| 22 | Brasilien | MV  | Lucas Perri (Återvänder efter lån till Sao Paulo)   |
| 23 | Belgien   | A   | Michy Batshuayi (Återvänder efter lån till Chelsea) |

#### Vinterövergångar 2020
| Nr | Land | Pos | Namn |
| -- | ---- | --- | ---- |

| Nr | Land | Pos | Namn |
| -- | ---- | --- | ---- |

| Nr | Land | Pos | Namn |
| -- | ---- | --- | ---- |

| Nr | Land | Pos | Namn |
| -- | ---- | --- | ---- |

### Everton

#### Sommarövergångar 2019
| Nr | Land            | Pos | Namn                                                           |
| -- | --------------- | --- | -------------------------------------------------------------- |
|    | Danmark         | MV  | Jonas Lössl (från Huddersfield Town)                           |
|    | Portugal        | MF  | André Gomes (från Barcelona)                                   |
|    | England         | MF  | Fabian Delph (från Manchester City)                            |
|    | Elfenbenskusten | MF  | Jean-Philippe Gbamin (från Mainz)                              |
|    | Italien         | A   | Moise Kean (från Juventus)                                     |
|    | Frankrike       | F   | Djibril Sidibé (Inlånad från AS Monaco)                        |
|    | Nigeria         | A   | Alex Iwobi (från Arsenal)                                      |
|    | Kongo-Kinshasa  | MF  | Beni Baningime (Återvänder efter lån från Wigan Athletic)      |
|    | Curaçao         | F   | Cuco Martina (Återvänder efter lån från Feyenoord)             |
|    | Belgien         | A   | Kevin Mirallas (Återvänder efter lån från Fiorentina)          |
|    | England         | F   | Mason Holgate (Återvänder efter lån från West Bromwich Albion) |
|    | Senegal         | A   | Oumar Niasse (Återvänder efter lån från Cardiff City)          |
|    | Kongo-Kinshasa  | A   | Yannick Bolasie (Återvänder efter lån från Anderlecht)         |

| Nr | Land            | Pos | Namn                                                           |
| -- | --------------- | --- | -------------------------------------------------------------- |
|    | Danmark         | MV  | Jonas Lössl (från Huddersfield Town)                           |
|    | Portugal        | MF  | André Gomes (från Barcelona)                                   |
|    | England         | MF  | Fabian Delph (från Manchester City)                            |
|    | Elfenbenskusten | MF  | Jean-Philippe Gbamin (från Mainz)                              |
|    | Italien         | A   | Moise Kean (från Juventus)                                     |
|    | Frankrike       | F   | Djibril Sidibé (Inlånad från AS Monaco)                        |
|    | Nigeria         | A   | Alex Iwobi (från Arsenal)                                      |
|    | Kongo-Kinshasa  | MF  | Beni Baningime (Återvänder efter lån från Wigan Athletic)      |
|    | Curaçao         | F   | Cuco Martina (Återvänder efter lån från Feyenoord)             |
|    | Belgien         | A   | Kevin Mirallas (Återvänder efter lån från Fiorentina)          |
|    | England         | F   | Mason Holgate (Återvänder efter lån från West Bromwich Albion) |
|    | Senegal         | A   | Oumar Niasse (Återvänder efter lån från Cardiff City)          |
|    | Kongo-Kinshasa  | A   | Yannick Bolasie (Återvänder efter lån från Anderlecht)         |

| Nr | Land                    | Pos | Namn                                           |
| -- | ----------------------- | --- | ---------------------------------------------- |
| 6  | England                 | F   | Phil Jagielka (till Sheffield United)          |
| -  | Wales                   | F   | Ashley Williams (Klubb ej klar)                |
| 41 | Polen                   | MV  | Mateusz Hewelt (till Miedź Legnica)            |
| 43 | England                 | F   | Jonjoe Kenny (Utlånad till Schalke 04)         |
| 27 | Kroatien                | A   | Nikola Vlašić (till CSKA Moskva)               |
| 9  | Spanien                 | A   | Sandro Ramírez (Utlånad till Real Valladolid)  |
| -  | England                 | F   | Brendan Galloway (till Luton Town)             |
| 28 | England                 | MF  | Kieran Dowell (Utlånad till Derby County)      |
| 33 | Portugal                | MV  | João Virgínia (Utlånad till Reading)           |
| -  | England                 | F   | Luke Garbutt (Utlånad till Ipswich Town)       |
| -  | Schweiz                 | A   | Shani Tarashaj (Utlånad till FC Emmen)         |
| 31 | England                 | A   | Ademola Lookman (till RB Leipzig)              |
| 17 | Senegal                 | MF  | Idrissa Gueye (till Paris Saint-Germain)       |
| 32 | England                 | MF  | Joe Williams (till Wigan Athletic)             |
| 16 | Irland                  | MF  | James McCarthy (till Crystal Palace)           |
| 38 | England                 | F   | Matthew Pennington (Utlånad till Hull City)    |
| 21 | Bosnien och Hercegovina | MF  | Muhamed Bešić (Utlånad till Sheffield United)  |
| -  | Nigeria                 | A   | Henry Onyekuru (till AS Monaco)                |
| 5  | Frankrike               | F   | Kurt Zouma (Återvänder efter lån från Chelsea) |

| Nr | Land                    | Pos | Namn                                           |
| -- | ----------------------- | --- | ---------------------------------------------- |
| 6  | England                 | F   | Phil Jagielka (till Sheffield United)          |
| -  | Wales                   | F   | Ashley Williams (Klubb ej klar)                |
| 41 | Polen                   | MV  | Mateusz Hewelt (till Miedź Legnica)            |
| 43 | England                 | F   | Jonjoe Kenny (Utlånad till Schalke 04)         |
| 27 | Kroatien                | A   | Nikola Vlašić (till CSKA Moskva)               |
| 9  | Spanien                 | A   | Sandro Ramírez (Utlånad till Real Valladolid)  |
| -  | England                 | F   | Brendan Galloway (till Luton Town)             |
| 28 | England                 | MF  | Kieran Dowell (Utlånad till Derby County)      |
| 33 | Portugal                | MV  | João Virgínia (Utlånad till Reading)           |
| -  | England                 | F   | Luke Garbutt (Utlånad till Ipswich Town)       |
| -  | Schweiz                 | A   | Shani Tarashaj (Utlånad till FC Emmen)         |
| 31 | England                 | A   | Ademola Lookman (till RB Leipzig)              |
| 17 | Senegal                 | MF  | Idrissa Gueye (till Paris Saint-Germain)       |
| 32 | England                 | MF  | Joe Williams (till Wigan Athletic)             |
| 16 | Irland                  | MF  | James McCarthy (till Crystal Palace)           |
| 38 | England                 | F   | Matthew Pennington (Utlånad till Hull City)    |
| 21 | Bosnien och Hercegovina | MF  | Muhamed Bešić (Utlånad till Sheffield United)  |
| -  | Nigeria                 | A   | Henry Onyekuru (till AS Monaco)                |
| 5  | Frankrike               | F   | Kurt Zouma (Återvänder efter lån från Chelsea) |

#### Vinterövergångar 2020
| Nr | Land | Pos | Namn |
| -- | ---- | --- | ---- |

| Nr | Land | Pos | Namn |
| -- | ---- | --- | ---- |

| Nr | Land | Pos | Namn |
| -- | ---- | --- | ---- |

| Nr | Land | Pos | Namn |
| -- | ---- | --- | ---- |

### Leicester City

#### Sommarövergångar 2019
| Nr | Land      | Pos | Namn                                                        |
| -- | --------- | --- | ----------------------------------------------------------- |
|    | England   | F   | James Justin (från Luton Town)                              |
|    | Belgien   | MF  | Youri Tielemans (från AS Monaco)                            |
|    | Spanien   | A   | Ayoze Pérez (från Newcastle United)                         |
|    | Belgien   | MF  | Dennis Praet (från Sampdoria)                               |
|    | Portugal  | MF  | Adrien Silva (Återvänder efter lån från AS Monaco)          |
|    | Kroatien  | F   | Filip Benković (Återvänder efter lån från Celtic)           |
|    | Mali      | A   | Fousseni Diabaté (Återvänder efter lån från Sivasspor)      |
|    | Wales     | A   | George Thomas (Återvänder efter lån från Scunthorpe United) |
|    | Algeriet  | A   | Islam Slimani (Återvänder efter lån från Fenerbahce)        |
|    | Argentina | A   | Leonardo Ulloa (Återvänder efter lån från Pachuca)          |

| Nr | Land      | Pos | Namn                                                        |
| -- | --------- | --- | ----------------------------------------------------------- |
|    | England   | F   | James Justin (från Luton Town)                              |
|    | Belgien   | MF  | Youri Tielemans (från AS Monaco)                            |
|    | Spanien   | A   | Ayoze Pérez (från Newcastle United)                         |
|    | Belgien   | MF  | Dennis Praet (från Sampdoria)                               |
|    | Portugal  | MF  | Adrien Silva (Återvänder efter lån från AS Monaco)          |
|    | Kroatien  | F   | Filip Benković (Återvänder efter lån från Celtic)           |
|    | Mali      | A   | Fousseni Diabaté (Återvänder efter lån från Sivasspor)      |
|    | Wales     | A   | George Thomas (Återvänder efter lån från Scunthorpe United) |
|    | Algeriet  | A   | Islam Slimani (Återvänder efter lån från Fenerbahce)        |
|    | Argentina | A   | Leonardo Ulloa (Återvänder efter lån från Pachuca)          |

| Nr | Land       | Pos | Namn                                   |
| -- | ---------- | --- | -------------------------------------- |
| 20 | Japan      | A   | Shinji Okazaki (till Málaga)           |
| 2  | England    | F   | Danny Simpson (Klubb ej klar)          |
| 15 | England    | F   | Harry Maguire (till Manchester United) |
| -  | Australien | F   | Callum Elder (till Hull City)          |
| -  | Wales      | MF  | Andy King (Utlånad till Rangers)       |

| Nr | Land       | Pos | Namn                                   |
| -- | ---------- | --- | -------------------------------------- |
| 20 | Japan      | A   | Shinji Okazaki (till Málaga)           |
| 2  | England    | F   | Danny Simpson (Klubb ej klar)          |
| 15 | England    | F   | Harry Maguire (till Manchester United) |
| -  | Australien | F   | Callum Elder (till Hull City)          |
| -  | Wales      | MF  | Andy King (Utlånad till Rangers)       |

#### Vinterövergångar 2020
| Nr | Land | Pos | Namn |
| -- | ---- | --- | ---- |

| Nr | Land | Pos | Namn |
| -- | ---- | --- | ---- |

| Nr | Land | Pos | Namn |
| -- | ---- | --- | ---- |

| Nr | Land | Pos | Namn |
| -- | ---- | --- | ---- |

### Liverpool

#### Sommarövergångar 2019
| Nr | Land          | Pos | Namn                                                    |
| -- | ------------- | --- | ------------------------------------------------------- |
|    | Nederländerna | F   | Sepp van den Berg (från Zwolle)                         |
|    | England       | F   | Nathaniel Clyne (Återvänder efter lån från Bournemouth) |

| Nr | Land          | Pos | Namn                                                    |
| -- | ------------- | --- | ------------------------------------------------------- |
|    | Nederländerna | F   | Sepp van den Berg (från Zwolle)                         |
|    | England       | F   | Nathaniel Clyne (Återvänder efter lån från Bournemouth) |

| Nr | Land      | Pos | Namn                                      |
| -- | --------- | --- | ----------------------------------------- |
| -  | England   | A   | Danny Ings (till Southampton)             |
| 18 | Spanien   | F   | Alberto Moreno (till Villarreal)          |
| 15 | England   | A   | Daniel Sturridge (Klubb ej klar)          |
| 34 | Ungern    | MV  | Ádám Bogdán (Klubb ej klar)               |
| 56 | England   | F   | Connor Randall (Klubb ej klar)            |
| 54 | England   | A   | Sheyi Ojo (Utlånad till Rangers)          |
| 64 | Portugal  | MF  | Rafael Camacho (till Sporting)            |
| 16 | Serbien   | MF  | Marko Grujić (Utlånad till Hertha Berlin) |
| -  | Brasilien | MF  | Allan (Utlånad till Fluminense)           |
| 58 | Wales     | MF  | Ben Woodburn (Utlånad till Oxford United) |

| Nr | Land      | Pos | Namn                                      |
| -- | --------- | --- | ----------------------------------------- |
| -  | England   | A   | Danny Ings (till Southampton)             |
| 18 | Spanien   | F   | Alberto Moreno (till Villarreal)          |
| 15 | England   | A   | Daniel Sturridge (Klubb ej klar)          |
| 34 | Ungern    | MV  | Ádám Bogdán (Klubb ej klar)               |
| 56 | England   | F   | Connor Randall (Klubb ej klar)            |
| 54 | England   | A   | Sheyi Ojo (Utlånad till Rangers)          |
| 64 | Portugal  | MF  | Rafael Camacho (till Sporting)            |
| 16 | Serbien   | MF  | Marko Grujić (Utlånad till Hertha Berlin) |
| -  | Brasilien | MF  | Allan (Utlånad till Fluminense)           |
| 58 | Wales     | MF  | Ben Woodburn (Utlånad till Oxford United) |

#### Vinterövergångar 2020
| Nr | Land | Pos | Namn |
| -- | ---- | --- | ---- |

| Nr | Land | Pos | Namn |
| -- | ---- | --- | ---- |

| Nr | Land | Pos | Namn |
| -- | ---- | --- | ---- |

| Nr | Land | Pos | Namn |
| -- | ---- | --- | ---- |

### Manchester City

#### Sommarövergångar 2019
| Nr | Land    | Pos | Namn                                                    |
| -- | ------- | --- | ------------------------------------------------------- |
|    | USA     | MV  | Zack Steffen (från Columbus Crew)                       |
|    | Spanien | F   | Angeliño (från PSV)                                     |
|    | Spanien | MF  | Rodri (från Atlético Madrid)                            |
|    | Spanien | MF  | Aleix García (Återvänder efter lån från Girona)         |
|    | USA     | F   | Erik Palmer-Brown (Återvänder efter lån från NAC Breda) |
|    | USA     | MF  | Mix Diskerud (Återvänder efter lån från Ulsan Hyundai)  |

| Nr | Land    | Pos | Namn                                                    |
| -- | ------- | --- | ------------------------------------------------------- |
|    | USA     | MV  | Zack Steffen (från Columbus Crew)                       |
|    | Spanien | F   | Angeliño (från PSV)                                     |
|    | Spanien | MF  | Rodri (från Atlético Madrid)                            |
|    | Spanien | MF  | Aleix García (Återvänder efter lån från Girona)         |
|    | USA     | F   | Erik Palmer-Brown (Återvänder efter lån från NAC Breda) |
|    | USA     | MF  | Mix Diskerud (Återvänder efter lån från Ulsan Hyundai)  |

| Nr | Land          | Pos | Namn                                             |
| -- | ------------- | --- | ------------------------------------------------ |
| 4  | Belgien       | F   | Vincent Kompany (till Anderlecht)                |
| -  | England       | A   | Patrick Roberts (Utlånad till Norwich City)      |
| -  | Kroatien      | MF  | Ante Palaversa (Utlånad till Oostende)           |
| -  | England       | A   | Jack Harrison (Utlånad till Leeds United)        |
| -  | Australien    | MF  | Anthony Caceres (till Sydney FC)                 |
| -  | Serbien       | MF  | Luka Ilić (Utlånad till Breda)                   |
| 49 | Kosovo        | MV  | Arijanet Murić (Utlånad till Nottingham Forest)  |
| -  | USA           | MV  | Zack Steffen (Utlånad till Fortuna Düsseldorf)   |
| -  | Spanien       | F   | Pablo Marí (till Flamengo)                       |
| 18 | England       | MF  | Fabian Delph (till Everton)                      |
| 34 | Nederländerna | F   | Philippe Sandler (Utlånad till Anderlecht)       |
| -  | Australien    | MF  | Luke Brattan (till Sydney FC)                    |
| -  | Spanien       | MF  | Manu García (till Sporting Gijón)                |
| -  | Brasilien     | MF  | Douglas Luiz (till Aston Villa)                  |
| -  | England       | F   | Tosin Adarabioyo (Utlånad till Blackburn Rovers) |

| Nr | Land          | Pos | Namn                                             |
| -- | ------------- | --- | ------------------------------------------------ |
| 4  | Belgien       | F   | Vincent Kompany (till Anderlecht)                |
| -  | England       | A   | Patrick Roberts (Utlånad till Norwich City)      |
| -  | Kroatien      | MF  | Ante Palaversa (Utlånad till Oostende)           |
| -  | England       | A   | Jack Harrison (Utlånad till Leeds United)        |
| -  | Australien    | MF  | Anthony Caceres (till Sydney FC)                 |
| -  | Serbien       | MF  | Luka Ilić (Utlånad till Breda)                   |
| 49 | Kosovo        | MV  | Arijanet Murić (Utlånad till Nottingham Forest)  |
| -  | USA           | MV  | Zack Steffen (Utlånad till Fortuna Düsseldorf)   |
| -  | Spanien       | F   | Pablo Marí (till Flamengo)                       |
| 18 | England       | MF  | Fabian Delph (till Everton)                      |
| 34 | Nederländerna | F   | Philippe Sandler (Utlånad till Anderlecht)       |
| -  | Australien    | MF  | Luke Brattan (till Sydney FC)                    |
| -  | Spanien       | MF  | Manu García (till Sporting Gijón)                |
| -  | Brasilien     | MF  | Douglas Luiz (till Aston Villa)                  |
| -  | England       | F   | Tosin Adarabioyo (Utlånad till Blackburn Rovers) |

#### Vinterövergångar 2020
| Nr | Land | Pos | Namn |
| -- | ---- | --- | ---- |

| Nr | Land | Pos | Namn |
| -- | ---- | --- | ---- |

| Nr | Land | Pos | Namn |
| -- | ---- | --- | ---- |

| Nr | Land | Pos | Namn |
| -- | ---- | --- | ---- |

### Manchester United

#### Sommarövergångar 2019
| Nr | Land          | Pos | Namn                                                                    |
| -- | ------------- | --- | ----------------------------------------------------------------------- |
|    | Wales         | MF  | Daniel James (från Swansea City)                                        |
|    | England       | F   | Aaron Wan-Bissaka (från Crystal Palace)                                 |
|    | England       | F   | Axel Tuanzebe (Återvänder efter lån från Aston Villa)                   |
|    | England       | F   | Cameron Borthwick-Jackson (Återvänder efter lån från Scunthorpe United) |
|    | Portugal      | MV  | Joel Castro Pereira (Återvänder efter lån från Kortrijk)                |
|    | Nederländerna | F   | Timothy Fosu-Mensah (Återvänder efter lån från Fulham)                  |

| Nr | Land          | Pos | Namn                                                                    |
| -- | ------------- | --- | ----------------------------------------------------------------------- |
|    | Wales         | MF  | Daniel James (från Swansea City)                                        |
|    | England       | F   | Aaron Wan-Bissaka (från Crystal Palace)                                 |
|    | England       | F   | Axel Tuanzebe (Återvänder efter lån från Aston Villa)                   |
|    | England       | F   | Cameron Borthwick-Jackson (Återvänder efter lån från Scunthorpe United) |
|    | Portugal      | MV  | Joel Castro Pereira (Återvänder efter lån från Kortrijk)                |
|    | Nederländerna | F   | Timothy Fosu-Mensah (Återvänder efter lån från Fulham)                  |

| Nr | Land    | Pos | Namn                                     |
| -- | ------- | --- | ---------------------------------------- |
| 25 | Ecuador | F   | Antonio Valencia (till LDU Quito)        |
| 21 | Spanien | MF  | Ander Herrera (till Paris Saint-Germain) |
| -  | England | A   | James Wilson (till Aberdeen)             |

| Nr | Land    | Pos | Namn                                     |
| -- | ------- | --- | ---------------------------------------- |
| 25 | Ecuador | F   | Antonio Valencia (till LDU Quito)        |
| 21 | Spanien | MF  | Ander Herrera (till Paris Saint-Germain) |
| -  | England | A   | James Wilson (till Aberdeen)             |

#### Vinterövergångar 2020
| Nr | Land | Pos | Namn |
| -- | ---- | --- | ---- |

| Nr | Land | Pos | Namn |
| -- | ---- | --- | ---- |

| Nr | Land | Pos | Namn |
| -- | ---- | --- | ---- |

| Nr | Land | Pos | Namn |
| -- | ---- | --- | ---- |

### Newcastle United

#### Sommarövergångar 2019
| Nr | Land      | Pos | Namn                                                           |
| -- | --------- | --- | -------------------------------------------------------------- |
|    | Brasilien | A   | Joelinton (från Hoffenheim)                                    |
|    | Marocko   | F   | Achraf Lazaar (Återvänder efter lån från Sheffield Wednesday)  |
|    | England   | A   | Dwight Gayle (Återvänder efter lån från West Bromwich Albion)  |
|    | Senegal   | MF  | Henri Saivet (Återvänder efter lån från Bursaspor)             |
|    | England   | MF  | Jack Colback (Återvänder efter lån från Nottingham Forest)     |
|    | England   | MF  | Jacob Murphy (Återvänder efter lån från West Bromwich Albion)  |
|    | England   | MF  | Rolando Aarons (Återvänder efter lån från Sheffield Wednesday) |

| Nr | Land      | Pos | Namn                                                           |
| -- | --------- | --- | -------------------------------------------------------------- |
|    | Brasilien | A   | Joelinton (från Hoffenheim)                                    |
|    | Marocko   | F   | Achraf Lazaar (Återvänder efter lån från Sheffield Wednesday)  |
|    | England   | A   | Dwight Gayle (Återvänder efter lån från West Bromwich Albion)  |
|    | Senegal   | MF  | Henri Saivet (Återvänder efter lån från Bursaspor)             |
|    | England   | MF  | Jack Colback (Återvänder efter lån från Nottingham Forest)     |
|    | England   | MF  | Jacob Murphy (Återvänder efter lån från West Bromwich Albion)  |
|    | England   | MF  | Rolando Aarons (Återvänder efter lån från Sheffield Wednesday) |

| Nr | Land      | Pos | Namn                                                                 |
| -- | --------- | --- | -------------------------------------------------------------------- |
| 10 | Senegal   | MF  | Mohamed Diamé (till Al Ahli)                                         |
| -  | England   | MF  | Daniel Barlaser (Utlånad till Rotherham United)                      |
| 17 | Spanien   | A   | Ayoze Pérez (till Leicester City)                                    |
| 21 | Spanien   | A   | Joselu (till Alavés)                                                 |
| 41 | England   | MV  | Freddie Woodman (Utlånad till Swansea City)                          |
| 23 | Italien   | F   | Antonio Barreca (Återvänder efter lån till AS Monaco)                |
| 9  | Venezuela | A   | José Salomón Rondón (Återvänder efter lån till West Bromwich Albion) |
| 15 | Brasilien | MF  | Kenedy (Återvänder efter lån till Chelsea)                           |

| Nr | Land      | Pos | Namn                                                                 |
| -- | --------- | --- | -------------------------------------------------------------------- |
| 10 | Senegal   | MF  | Mohamed Diamé (till Al Ahli)                                         |
| -  | England   | MF  | Daniel Barlaser (Utlånad till Rotherham United)                      |
| 17 | Spanien   | A   | Ayoze Pérez (till Leicester City)                                    |
| 21 | Spanien   | A   | Joselu (till Alavés)                                                 |
| 41 | England   | MV  | Freddie Woodman (Utlånad till Swansea City)                          |
| 23 | Italien   | F   | Antonio Barreca (Återvänder efter lån till AS Monaco)                |
| 9  | Venezuela | A   | José Salomón Rondón (Återvänder efter lån till West Bromwich Albion) |
| 15 | Brasilien | MF  | Kenedy (Återvänder efter lån till Chelsea)                           |

#### Vinterövergångar 2020
| Nr | Land | Pos | Namn |
| -- | ---- | --- | ---- |

| Nr | Land | Pos | Namn |
| -- | ---- | --- | ---- |

| Nr | Land | Pos | Namn |
| -- | ---- | --- | ---- |

| Nr | Land | Pos | Namn |
| -- | ---- | --- | ---- |

### Norwich City

#### Sommarövergångar 2019
| Nr | Land     | Pos | Namn                                              |
| -- | -------- | --- | ------------------------------------------------- |
|    | England  | A   | Patrick Roberts (Inlånad från Manchester City)    |
|    | Schweiz  | A   | Josip Drmić (från Borussia Mönchengladbach)       |
|    | Tyskland | MV  | Ralf Fährmann (från Schalke 04)                   |
|    | England  | F   | Sam Byram (från West Ham United)                  |
|    | England  | MF  | Ben Marshall (Återvänder efter lån från Millwall) |

| Nr | Land     | Pos | Namn                                              |
| -- | -------- | --- | ------------------------------------------------- |
|    | England  | A   | Patrick Roberts (Inlånad från Manchester City)    |
|    | Schweiz  | A   | Josip Drmić (från Borussia Mönchengladbach)       |
|    | Tyskland | MV  | Ralf Fährmann (från Schalke 04)                   |
|    | England  | F   | Sam Byram (från West Ham United)                  |
|    | England  | MF  | Ben Marshall (Återvänder efter lån från Millwall) |

| Nr | Land          | Pos | Namn                                                          |
| -- | ------------- | --- | ------------------------------------------------------------- |
| 2  | Portugal      | F   | Ivo Pinto (till Dinamo Zagreb)                                |
| -  | England       | MF  | Matt Jarvis (Klubb ej klar)                                   |
| -  | Skottland     | A   | Steven Naismith (till Hearts)                                 |
| -  | Nederländerna | A   | Yanic Wildschut (till Maccabi Haifa)                          |
| 30 | England       | A   | Carlton Morris (Utlånad till Rotherham United)                |
| -  | Tyskland      | F   | Marcel Franke (till Hannover 96)                              |
| 20 | England       | F   | Sean Raggett (Utlånad till Portsmouth)                        |
| 3  | England       | F   | James Husband (Utlånad till Blackpool)                        |
| 9  | Portugal      | A   | Nélson Oliveira (till AEK Aten)                               |
| 24 | Tyskland      | F   | Felix Passlack (Återvänder efter lån till Borussia Dortmund)  |
| 11 | Skottland     | A   | Jordan Rhodes (Återvänder efter lån till Sheffield Wednesday) |

| Nr | Land          | Pos | Namn                                                          |
| -- | ------------- | --- | ------------------------------------------------------------- |
| 2  | Portugal      | F   | Ivo Pinto (till Dinamo Zagreb)                                |
| -  | England       | MF  | Matt Jarvis (Klubb ej klar)                                   |
| -  | Skottland     | A   | Steven Naismith (till Hearts)                                 |
| -  | Nederländerna | A   | Yanic Wildschut (till Maccabi Haifa)                          |
| 30 | England       | A   | Carlton Morris (Utlånad till Rotherham United)                |
| -  | Tyskland      | F   | Marcel Franke (till Hannover 96)                              |
| 20 | England       | F   | Sean Raggett (Utlånad till Portsmouth)                        |
| 3  | England       | F   | James Husband (Utlånad till Blackpool)                        |
| 9  | Portugal      | A   | Nélson Oliveira (till AEK Aten)                               |
| 24 | Tyskland      | F   | Felix Passlack (Återvänder efter lån till Borussia Dortmund)  |
| 11 | Skottland     | A   | Jordan Rhodes (Återvänder efter lån till Sheffield Wednesday) |

#### Vinterövergångar 2020
| Nr | Land | Pos | Namn |
| -- | ---- | --- | ---- |

| Nr | Land | Pos | Namn |
| -- | ---- | --- | ---- |

| Nr | Land | Pos | Namn |
| -- | ---- | --- | ---- |

| Nr | Land | Pos | Namn |
| -- | ---- | --- | ---- |

### Sheffield United

#### Sommarövergångar 2019
| Nr | Land      | Pos | Namn                                                       |
| -- | --------- | --- | ---------------------------------------------------------- |
|    | England   | MF  | Luke Freeman (från Queens Park Rangers)                    |
|    | England   | F   | Phil Jagielka (från Everton)                               |
|    | Irland    | A   | Callum Robinson (från Preston North End)                   |
|    | England   | MF  | Ravel Morrison (från Östersunds FK)                        |
|    | Frankrike | A   | Lys Mousset (från Bournemouth)                             |
|    | England   | MF  | Ben Osborn (från Nottingham Forest)                        |
|    | England   | MV  | Dean Henderson (Inlånad från Manchester United)            |
|    | England   | F   | Ben Heneghan (Återvänder efter lån från Blackpool)         |
|    | Wales     | A   | Ched Evans (Återvänder efter lån från Fleetwood Town)      |
|    | England   | A   | Leon Clarke (Återvänder efter lån från Wigan Athletic)     |
|    | Irland    | MF  | Samir Carruthers (Återvänder efter lån från Oxford United) |

| Nr | Land      | Pos | Namn                                                       |
| -- | --------- | --- | ---------------------------------------------------------- |
|    | England   | MF  | Luke Freeman (från Queens Park Rangers)                    |
|    | England   | F   | Phil Jagielka (från Everton)                               |
|    | Irland    | A   | Callum Robinson (från Preston North End)                   |
|    | England   | MF  | Ravel Morrison (från Östersunds FK)                        |
|    | Frankrike | A   | Lys Mousset (från Bournemouth)                             |
|    | England   | MF  | Ben Osborn (från Nottingham Forest)                        |
|    | England   | MV  | Dean Henderson (Inlånad från Manchester United)            |
|    | England   | F   | Ben Heneghan (Återvänder efter lån från Blackpool)         |
|    | Wales     | A   | Ched Evans (Återvänder efter lån från Fleetwood Town)      |
|    | England   | A   | Leon Clarke (Återvänder efter lån från Wigan Athletic)     |
|    | Irland    | MF  | Samir Carruthers (Återvänder efter lån från Oxford United) |

| Nr | Land       | Pos | Namn                                                     |
| -- | ---------- | --- | -------------------------------------------------------- |
| -  | Nordirland | A   | Caolan Lavery (Klubb ej klar)                            |
| 39 | Nordirland | A   | Conor Washington (till Hearts)                           |
| -  | Nordirland | F   | Danny Lafferty (Klubb ej klar)                           |
| 28 | England    | F   | Martin Cranie (till Luton Town)                          |
| 15 | Skottland  | MF  | Paul Coutts (till Fleetwood Town)                        |
| -  | England    | MF  | Nathan Thomas (Utlånad till Gillingham)                  |
| 31 | England    | MV  | Jake Eastwood (Utlånad till Scunthorpe United)           |
| 14 | England    | A   | Gary Madine (Återvänder efter lån till Cardiff City)     |
| 8  | England    | MF  | Kieran Dowell (Återvänder efter lån från Everton)        |
| 22 | England    | MF  | Marvin Johnson (Återvänder efter lån till Middlesbrough) |
| 11 | Irland     | A   | Scott Hogan (Återvänder efter lån till Aston Villa)      |

| Nr | Land       | Pos | Namn                                                     |
| -- | ---------- | --- | -------------------------------------------------------- |
| -  | Nordirland | A   | Caolan Lavery (Klubb ej klar)                            |
| 39 | Nordirland | A   | Conor Washington (till Hearts)                           |
| -  | Nordirland | F   | Danny Lafferty (Klubb ej klar)                           |
| 28 | England    | F   | Martin Cranie (till Luton Town)                          |
| 15 | Skottland  | MF  | Paul Coutts (till Fleetwood Town)                        |
| -  | England    | MF  | Nathan Thomas (Utlånad till Gillingham)                  |
| 31 | England    | MV  | Jake Eastwood (Utlånad till Scunthorpe United)           |
| 14 | England    | A   | Gary Madine (Återvänder efter lån till Cardiff City)     |
| 8  | England    | MF  | Kieran Dowell (Återvänder efter lån från Everton)        |
| 22 | England    | MF  | Marvin Johnson (Återvänder efter lån till Middlesbrough) |
| 11 | Irland     | A   | Scott Hogan (Återvänder efter lån till Aston Villa)      |

#### Vinterövergångar 2020
| Nr | Land | Pos | Namn |
| -- | ---- | --- | ---- |

| Nr | Land | Pos | Namn |
| -- | ---- | --- | ---- |

| Nr | Land | Pos | Namn |
| -- | ---- | --- | ---- |

| Nr | Land | Pos | Namn |
| -- | ---- | --- | ---- |

### Southampton

#### Sommarövergångar 2019
| Nr | Land          | Pos | Namn                                                        |
| -- | ------------- | --- | ----------------------------------------------------------- |
|    | England       | A   | Danny Ings (från Liverpool)                                 |
|    | Mali          | MF  | Moussa Djenepo (från Standard Liege)                        |
|    | England       | A   | Che Adams (från Birmingham City)                            |
|    | Portugal      | F   | Cédric Soares (Återvänder efter lån från Inter)             |
|    | Argentina     | A   | Guido Carrillo (Återvänder efter lån från Leganés)          |
|    | England       | MF  | Harrison Reed (Återvänder efter lån från Blackburn Rovers)  |
|    | England       | MF  | Jake Hesketh (Återvänder efter lån från Milton Keynes Dons) |
|    | England       | F   | Sam McQueen (Återvänder efter lån från Middlesbrough)       |
|    | Marocko       | MF  | Sofiane Boufal (Återvänder efter lån från Celta Vigo)       |
|    | Nederländerna | F   | Wesley Hoedt (Återvänder efter lån från Celta Vigo)         |

| Nr | Land          | Pos | Namn                                                        |
| -- | ------------- | --- | ----------------------------------------------------------- |
|    | England       | A   | Danny Ings (från Liverpool)                                 |
|    | Mali          | MF  | Moussa Djenepo (från Standard Liege)                        |
|    | England       | A   | Che Adams (från Birmingham City)                            |
|    | Portugal      | F   | Cédric Soares (Återvänder efter lån från Inter)             |
|    | Argentina     | A   | Guido Carrillo (Återvänder efter lån från Leganés)          |
|    | England       | MF  | Harrison Reed (Återvänder efter lån från Blackburn Rovers)  |
|    | England       | MF  | Jake Hesketh (Återvänder efter lån från Milton Keynes Dons) |
|    | England       | F   | Sam McQueen (Återvänder efter lån från Middlesbrough)       |
|    | Marocko       | MF  | Sofiane Boufal (Återvänder efter lån från Celta Vigo)       |
|    | Nederländerna | F   | Wesley Hoedt (Återvänder efter lån från Celta Vigo)         |

| Nr | Land          | Pos | Namn                                  |
| -- | ------------- | --- | ------------------------------------- |
| -  | Nordirland    | MF  | Steven Davis (till Rangers)           |
| 33 | England       | F   | Matt Targett (till Aston Villa)       |
| 32 | England       | F   | Alfie Jones (Utlånad till Gillingham) |
| -  | England       | MV  | Jack Rose (Utlånad till Walsall)      |
| 15 | England       | A   | Sam Gallagher (till Blackburn Rovers) |
| -  | Nederländerna | MF  | Jordy Clasie (till AZ)                |

| Nr | Land          | Pos | Namn                                  |
| -- | ------------- | --- | ------------------------------------- |
| -  | Nordirland    | MF  | Steven Davis (till Rangers)           |
| 33 | England       | F   | Matt Targett (till Aston Villa)       |
| 32 | England       | F   | Alfie Jones (Utlånad till Gillingham) |
| -  | England       | MV  | Jack Rose (Utlånad till Walsall)      |
| 15 | England       | A   | Sam Gallagher (till Blackburn Rovers) |
| -  | Nederländerna | MF  | Jordy Clasie (till AZ)                |

#### Vinterövergångar 2020
| Nr | Land | Pos | Namn |
| -- | ---- | --- | ---- |

| Nr | Land | Pos | Namn |
| -- | ---- | --- | ---- |

| Nr | Land | Pos | Namn |
| -- | ---- | --- | ---- |

| Nr | Land | Pos | Namn |
| -- | ---- | --- | ---- |

### Tottenham Hotspur

#### Sommarövergångar 2019
| Nr | Land      | Pos | Namn                                                            |
| -- | --------- | --- | --------------------------------------------------------------- |
|    | England   | MF  | Jack Clarke (från Leeds United)                                 |
|    | Frankrike | MF  | Tanguy Ndombélé (från Lyon)                                     |
|    | USA       | F   | Cameron Carter-Vickers (Återvänder efter lån från Swansea City) |
|    | Frankrike | MF  | Georges-Kevin N'Koudou (Återvänder efter lån från AS Monaco)    |
|    | England   | MF  | Josh Onomah (Återvänder efter lån från Sheffield Wednesday)     |

| Nr | Land      | Pos | Namn                                                            |
| -- | --------- | --- | --------------------------------------------------------------- |
|    | England   | MF  | Jack Clarke (från Leeds United)                                 |
|    | Frankrike | MF  | Tanguy Ndombélé (från Lyon)                                     |
|    | USA       | F   | Cameron Carter-Vickers (Återvänder efter lån från Swansea City) |
|    | Frankrike | MF  | Georges-Kevin N'Koudou (Återvänder efter lån från AS Monaco)    |
|    | England   | MF  | Josh Onomah (Återvänder efter lån från Sheffield Wednesday)     |

| Nr | Land          | Pos | Namn                                    |
| -- | ------------- | --- | --------------------------------------- |
| 13 | Nederländerna | MV  | Michel Vorm (Klubb ej klar)             |
| 18 | Spanien       | A   | Fernando Llorente (Klubb ej klar)       |
| -  | England       | MF  | Jack Clarke (Utlånad till Leeds United) |
| 2  | England       | F   | Kieran Trippier (till Atlético Madrid)  |
| 9  | Nederländerna | A   | Vincent Janssen (till Monterrey)        |

| Nr | Land          | Pos | Namn                                    |
| -- | ------------- | --- | --------------------------------------- |
| 13 | Nederländerna | MV  | Michel Vorm (Klubb ej klar)             |
| 18 | Spanien       | A   | Fernando Llorente (Klubb ej klar)       |
| -  | England       | MF  | Jack Clarke (Utlånad till Leeds United) |
| 2  | England       | F   | Kieran Trippier (till Atlético Madrid)  |
| 9  | Nederländerna | A   | Vincent Janssen (till Monterrey)        |

#### Vinterövergångar 2020
| Nr | Land | Pos | Namn |
| -- | ---- | --- | ---- |

| Nr | Land | Pos | Namn |
| -- | ---- | --- | ---- |

| Nr | Land | Pos | Namn |
| -- | ---- | --- | ---- |

| Nr | Land | Pos | Namn |
| -- | ---- | --- | ---- |

### Watford

#### Sommarövergångar 2019
| Nr | Land          | Pos | Namn                                                   |
| -- | ------------- | --- | ------------------------------------------------------ |
|    | England       | F   | Craig Dawson (från West Bromwich Albion)               |
|    | Nigeria       | MF  | Tom Dele-Bashiru (från Manchester City)                |
|    | Colombia      | A   | Cucho Hernández (Återvänder efter lån från Huesca)     |
|    | Österrike     | MV  | Daniel Bachmann (Återvänder efter lån från Kilmarnock) |
|    | Guadeloupe    | F   | Dimitri Foulquier (Återvänder efter lån från Getafe)   |
|    | Serbien       | A   | Filip Stuparević (Återvänder efter lån från Voždovac)  |
|    | Nederländerna | F   | Marvin Zeegelaar (Återvänder efter lån från Udinese)   |
|    | Italien       | A   | Stefano Okaka (Återvänder efter lån från Udinese)      |

| Nr | Land          | Pos | Namn                                                   |
| -- | ------------- | --- | ------------------------------------------------------ |
|    | England       | F   | Craig Dawson (från West Bromwich Albion)               |
|    | Nigeria       | MF  | Tom Dele-Bashiru (från Manchester City)                |
|    | Colombia      | A   | Cucho Hernández (Återvänder efter lån från Huesca)     |
|    | Österrike     | MV  | Daniel Bachmann (Återvänder efter lån från Kilmarnock) |
|    | Guadeloupe    | F   | Dimitri Foulquier (Återvänder efter lån från Getafe)   |
|    | Serbien       | A   | Filip Stuparević (Återvänder efter lån från Voždovac)  |
|    | Nederländerna | F   | Marvin Zeegelaar (Återvänder efter lån från Udinese)   |
|    | Italien       | A   | Stefano Okaka (Återvänder efter lån från Udinese)      |

| Nr | Land    | Pos | Namn                                     |
| -- | ------- | --- | ---------------------------------------- |
| -  | Belgien | A   | Obbi Oulare (till Standard Liege)        |
| 3  | Uruguay | F   | Miguel Britos (Avslutat karriären)       |
| 31 | Irland  | F   | Tommie Hoban (Klubb ej klar)             |
| -  | England | A   | Jerome Sinclair (Utlånad till VVV-Venlo) |
| 23 | Spanien | F   | Marc Navarro (Utlånad till Leganés)      |
| 24 | England | F   | Ben Wilmot (Utlånad till Swansea City)   |
| -  | Belgien | A   | Dodi Lukebakio (till Hertha Berlin)      |

| Nr | Land    | Pos | Namn                                     |
| -- | ------- | --- | ---------------------------------------- |
| -  | Belgien | A   | Obbi Oulare (till Standard Liege)        |
| 3  | Uruguay | F   | Miguel Britos (Avslutat karriären)       |
| 31 | Irland  | F   | Tommie Hoban (Klubb ej klar)             |
| -  | England | A   | Jerome Sinclair (Utlånad till VVV-Venlo) |
| 23 | Spanien | F   | Marc Navarro (Utlånad till Leganés)      |
| 24 | England | F   | Ben Wilmot (Utlånad till Swansea City)   |
| -  | Belgien | A   | Dodi Lukebakio (till Hertha Berlin)      |

#### Vinterövergångar 2020
| Nr | Land      | Pos | Namn                                           |
| -- | --------- | --- | ---------------------------------------------- |
|    | Brasilien | A   | João Pedro (från Fluminense)                   |
|    | Colombia  | F   | Jorge Segura (Återvänder efter lån från Atlas) |

| Nr | Land      | Pos | Namn                                           |
| -- | --------- | --- | ---------------------------------------------- |
|    | Brasilien | A   | João Pedro (från Fluminense)                   |
|    | Colombia  | F   | Jorge Segura (Återvänder efter lån från Atlas) |

| Nr | Land | Pos | Namn |
| -- | ---- | --- | ---- |

| Nr | Land | Pos | Namn |
| -- | ---- | --- | ---- |

### West Ham United

#### Sommarövergångar 2019
| Nr | Land      | Pos | Namn                                                         |
| -- | --------- | --- | ------------------------------------------------------------ |
|    | Spanien   | MV  | Roberto (från Espanyol)                                      |
|    | England   | MV  | David Martin (från Millwall)                                 |
|    | Spanien   | MF  | Pablo Fornals (från Villarreal)                              |
|    | Frankrike | A   | Sébastien Haller (från Eintracht Frankfurt)                  |
|    | Irland    | MF  | Josh Cullen (Återvänder efter lån från Charlton Athletic)    |
|    | England   | A   | Oladapo Afolayan (Återvänder efter lån från Oldham Athletic) |
|    | England   | F   | Reece Oxford (Återvänder efter lån från Augsburg)            |

| Nr | Land      | Pos | Namn                                                         |
| -- | --------- | --- | ------------------------------------------------------------ |
|    | Spanien   | MV  | Roberto (från Espanyol)                                      |
|    | England   | MV  | David Martin (från Millwall)                                 |
|    | Spanien   | MF  | Pablo Fornals (från Villarreal)                              |
|    | Frankrike | A   | Sébastien Haller (från Eintracht Frankfurt)                  |
|    | Irland    | MF  | Josh Cullen (Återvänder efter lån från Charlton Athletic)    |
|    | England   | A   | Oladapo Afolayan (Återvänder efter lån från Oldham Athletic) |
|    | England   | F   | Reece Oxford (Återvänder efter lån från Augsburg)            |

| Nr | Land             | Pos | Namn                                             |
| -- | ---------------- | --- | ------------------------------------------------ |
| 13 | Spanien          | MV  | Adrián (Klubb ej klar)                           |
| 9  | England          | A   | Andy Carroll (Klubb ej klar)                     |
| 18 | Frankrike        | MF  | Samir Nasri (till Anderlecht)                    |
| -  | Schweiz          | MF  | Edimilson Fernandes (till Mainz)                 |
| 27 | Spanien          | A   | Lucas Pérez (till Alavés)                        |
| 7  | Österrike        | A   | Marko Arnautović (till Shanghai SIPG)            |
| -  | England          | F   | Sam Byram (till Norwich City)                    |
| 14 | Ekvatorialguinea | MF  | Pedro Obiang (till Sassuolo)                     |
| -  | England          | A   | Jordan Hugill (Utlånad till Queens Park Rangers) |

| Nr | Land             | Pos | Namn                                             |
| -- | ---------------- | --- | ------------------------------------------------ |
| 13 | Spanien          | MV  | Adrián (Klubb ej klar)                           |
| 9  | England          | A   | Andy Carroll (Klubb ej klar)                     |
| 18 | Frankrike        | MF  | Samir Nasri (till Anderlecht)                    |
| -  | Schweiz          | MF  | Edimilson Fernandes (till Mainz)                 |
| 27 | Spanien          | A   | Lucas Pérez (till Alavés)                        |
| 7  | Österrike        | A   | Marko Arnautović (till Shanghai SIPG)            |
| -  | England          | F   | Sam Byram (till Norwich City)                    |
| 14 | Ekvatorialguinea | MF  | Pedro Obiang (till Sassuolo)                     |
| -  | England          | A   | Jordan Hugill (Utlånad till Queens Park Rangers) |

#### Vinterövergångar 2020
| Nr | Land | Pos | Namn |
| -- | ---- | --- | ---- |

| Nr | Land | Pos | Namn |
| -- | ---- | --- | ---- |

| Nr | Land | Pos | Namn |
| -- | ---- | --- | ---- |

| Nr | Land | Pos | Namn |
| -- | ---- | --- | ---- |

### Wolverhampton Wanderers

#### Sommarövergångar 2019
| Nr | Land      | Pos | Namn                                                           |
| -- | --------- | --- | -------------------------------------------------------------- |
|    | Belgien   | MF  | Leander Dendoncker (från Anderlecht)                           |
|    | Mexiko    | A   | Raúl Jiménez (från Benfica)                                    |
|    | Spanien   | F   | Jesús Vallejo (Inlånad från Real Madrid)                       |
|    | Italien   | A   | Patrick Cutrone (från Milan)                                   |
|    | Nigeria   | A   | Bright Enobakhare (Återvänder efter lån från Coventry City)    |
|    | Irland    | MF  | Connor Ronan (Återvänder efter lån från Dunajska Streda)       |
|    | England   | MF  | Jordan Graham (Återvänder efter lån från Oxford United)        |
|    | Brasilien | A   | Léo Bonatini (Återvänder efter lån från Nottingham Forest)     |
|    | Schweiz   | MF  | Ming-Yang Yang (Återvänder efter lån från Jumilla)             |
|    | Ghana     | F   | Phil Ofosu-Ayeh (Återvänder efter lån från Würzburger Kickers) |
|    | Portugal  | F   | Roderick Miranda (Återvänder efter lån från Olympiakos)        |
|    | Frankrike | F   | Sylvain Deslandes (Återvänder efter lån från Jumilla)          |

| Nr | Land      | Pos | Namn                                                           |
| -- | --------- | --- | -------------------------------------------------------------- |
|    | Belgien   | MF  | Leander Dendoncker (från Anderlecht)                           |
|    | Mexiko    | A   | Raúl Jiménez (från Benfica)                                    |
|    | Spanien   | F   | Jesús Vallejo (Inlånad från Real Madrid)                       |
|    | Italien   | A   | Patrick Cutrone (från Milan)                                   |
|    | Nigeria   | A   | Bright Enobakhare (Återvänder efter lån från Coventry City)    |
|    | Irland    | MF  | Connor Ronan (Återvänder efter lån från Dunajska Streda)       |
|    | England   | MF  | Jordan Graham (Återvänder efter lån från Oxford United)        |
|    | Brasilien | A   | Léo Bonatini (Återvänder efter lån från Nottingham Forest)     |
|    | Schweiz   | MF  | Ming-Yang Yang (Återvänder efter lån från Jumilla)             |
|    | Ghana     | F   | Phil Ofosu-Ayeh (Återvänder efter lån från Würzburger Kickers) |
|    | Portugal  | F   | Roderick Miranda (Återvänder efter lån från Olympiakos)        |
|    | Frankrike | F   | Sylvain Deslandes (Återvänder efter lån från Jumilla)          |

| Nr | Land     | Pos | Namn |
| -- | -------- | --- | --- |
| -  | England  | F   | Ethan Ebanks-Landell (till Shrewsbury Town) |
| -  | Polen    | MF  | Michal Zyro (till Korona Kielce) |
| -  | England  | F   | Kortney Hause (till Aston Villa) |
| 10 | Portugal | A   | Hélder Costa (Utlånad till Leeds United) |
| 7  | Portugal | A   | Ivan Cavaleiro (Utlånad till Fulham) Mall:Fs player Mall:Fs end Mall:Col-end Mall:Col-begin Mall:Col-2 In: Mall:Fs start Mall:Fs end Mall:Col-2 Ut: Mall:Fs start Mall:Fs end Mall:Col-end 1. 2. 3. 4. 5. 6. 7. 8. 9. 10. 11. 12. 13. 14. 15. 16. 17. 18. 19. 20. 21. 22. 23. 24. 25. 26. 27. 28. 29. 30. 31. 32. 33. 34. 35. 36. 37. 38. 39. 40. 41. 42. 43. 44. 45. 46. 47. 48. 49. 50. 51. 52. 53. 54. 55. 56. 57. 58. 59. 60. 61. 62. 63. 64. 65. 66. 67. 68. 69. 70. 71. 72. 73. 74. 75. 76. 77. 78. 79. 80. 81. 82. 83. 84. 85. 86. 87. 88. 89. 90. 91. 92. 93. 94. 95. 96. 97. 98. 99. 100. 101. 102. 103. 104. 105. 106. 107. 108. 109. 110. 111. 112. 113. 114. 115. 116. 117. 118. 119. 120. 121. 122. 123. 124. 125. 126. 127. 128. 129. 130. 131. 132. 133. 134. 135. 136. 137. 138. 139. 140. 141. 142. 143. 144. 145. 146. 147. 148. 149. 150. 151. 152. 153. 154. 155. 156. 157. 158. 159. 160. 161. 162. 163. 164. 165. 166. 167. 168. 169. 170. 171. 172. 173. 174. 175. 176. 177. 178. 179. 180. 181. 182. 183. 184. 185. 186. 187. 188. 189. 190. 191. 192. 193. 194. 195. 196. 197. 198. 199. 200. 201. 202. 203. 204. 205. 206. 207. 208. 209. 210. 211. 212. 213. 214. 215. 216. 217. 218. 219. 220. 221. 222. 223. 224. 225. 226. 227. 228. 229. 230. 231. 232. 233. 234. 235. 236. 237. 238. 239. 240. 241. 242. 243. 244. 245. 246. 247. 248. 249. 250. 251. 252. 253. 254. 255. 256. 257. 258. 259. 260. 261. 262. 263. 264. 265. 266. 267. |

| Nr | Land     | Pos | Namn |
| -- | -------- | --- | --- |
| -  | England  | F   | Ethan Ebanks-Landell (till Shrewsbury Town) |
| -  | Polen    | MF  | Michal Zyro (till Korona Kielce) |
| -  | England  | F   | Kortney Hause (till Aston Villa) |
| 10 | Portugal | A   | Hélder Costa (Utlånad till Leeds United) |
| 7  | Portugal | A   | Ivan Cavaleiro (Utlånad till Fulham) Mall:Fs player Mall:Fs end Mall:Col-end Mall:Col-begin Mall:Col-2 In: Mall:Fs start Mall:Fs end Mall:Col-2 Ut: Mall:Fs start Mall:Fs end Mall:Col-end 1. 2. 3. 4. 5. 6. 7. 8. 9. 10. 11. 12. 13. 14. 15. 16. 17. 18. 19. 20. 21. 22. 23. 24. 25. 26. 27. 28. 29. 30. 31. 32. 33. 34. 35. 36. 37. 38. 39. 40. 41. 42. 43. 44. 45. 46. 47. 48. 49. 50. 51. 52. 53. 54. 55. 56. 57. 58. 59. 60. 61. 62. 63. 64. 65. 66. 67. 68. 69. 70. 71. 72. 73. 74. 75. 76. 77. 78. 79. 80. 81. 82. 83. 84. 85. 86. 87. 88. 89. 90. 91. 92. 93. 94. 95. 96. 97. 98. 99. 100. 101. 102. 103. 104. 105. 106. 107. 108. 109. 110. 111. 112. 113. 114. 115. 116. 117. 118. 119. 120. 121. 122. 123. 124. 125. 126. 127. 128. 129. 130. 131. 132. 133. 134. 135. 136. 137. 138. 139. 140. 141. 142. 143. 144. 145. 146. 147. 148. 149. 150. 151. 152. 153. 154. 155. 156. 157. 158. 159. 160. 161. 162. 163. 164. 165. 166. 167. 168. 169. 170. 171. 172. 173. 174. 175. 176. 177. 178. 179. 180. 181. 182. 183. 184. 185. 186. 187. 188. 189. 190. 191. 192. 193. 194. 195. 196. 197. 198. 199. 200. 201. 202. 203. 204. 205. 206. 207. 208. 209. 210. 211. 212. 213. 214. 215. 216. 217. 218. 219. 220. 221. 222. 223. 224. 225. 226. 227. 228. 229. 230. 231. 232. 233. 234. 235. 236. 237. 238. 239. 240. 241. 242. 243. 244. 245. 246. 247. 248. 249. 250. 251. 252. 253. 254. 255. 256. 257. 258. 259. 260. 261. 262. 263. 264. 265. 266. 267. |